# Тутуш I
Тутуш I (арап. أبو سعيد تاج الدولة تتش السلجوقي, турски: I. Tutuş) (умро 1095.) био је селџучки владар Дамаска (1079—1095).
Завршио је изградњу Цитаделе у Дамаску, пројекат који је започео његов претходник. Године 1085. преузео је контролу над Сиријом од свога брата Малик Шаха I. Његов официр био је каснији атабег Дамаска, Тугтигин, а синови су му били Дукак и Ридван од Алепа.